# Council for East and Central Africa Football Associations
Le Conseil des Associations de Football d'Afrique de l'Est et Centrale (officiellement Council for East and Central Africa Football Associations ou CECAFA) est une confédération régionale de football dépendante de la Confédération africaine de football. Elle a été créée (officieusement) en 1927.

## Organisation de compétitions
Le CECAFA organise la Coupe CECAFA des nations, opposant les équipes nationales de la confédération tous les ans, ainsi que le Championnat féminin de la CECAFA. 

Il existe deux compétitions similaires pour les clubs :
- la Coupe Kagame inter-club pour les clubs champions de leur pays
- la Coupe CECAFA des vainqueurs de coupe pour les clubs vainqueurs de la Coupe nationale (ou vice-champion si la Coupe n'est pas disputée)

## Liste des fédérations membres
- Membres du CECAFA

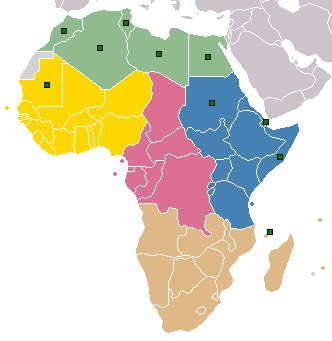
Membres du CECAFA

Le CECAFA compte douze fédérations membres.
| Pays          | Fédération                              |
| ------------- | --------------------------------------- |
| Burundi       | Fédération du Burundi de football       |
| Djibouti      | Fédération de Djibouti de football      |
| Érythrée      | Fédération d'Érythrée de football       |
| Éthiopie      | Fédération d'Éthiopie de football       |
| Kenya         | Fédération du Kenya de football         |
| Ouganda       | Fédération d'Ouganda de football        |
| Rwanda        | Fédération du Rwanda de football        |
| Somalie       | Fédération de Somalie de football       |
| Soudan        | Fédération du Soudan de football        |
| Soudan du Sud | Fédération de football du Soudan du Sud |
| Tanzanie      | Fédération de Tanzanie de football      |
| Zanzibar      | Fédération de Zanzibar de football      |